# Szárnyék
A szárnyék a magyar népi építészetben és a hagyományos állattartásban vesszőből font vagy nádból korcolt, újabban deszkából összeállított nyitott építmény, tulajdonképpen fedetlen fennálló falazat, amely a legelőn tartózkodó állatok számára nyújt védelmet a szél ellen.

## Terminológia
A szárny szóból képzett szárnyék kifejezés csupán 1838 óta adatolható, azt megelőzően használt elnevezése ismeretlen. A Tiszántúlon karám néven ismerik, de ez nem azonos a néprajzi szakirodalomban karámnak nevezett építménnyel.

## Tipológia
A szárnyék falazata többnyire korcolással merevített, tenyérnyi vastag nádfal, ritkábban vesszőfonat, a 19. század végétől egyre gyakrabban deszka. A hosszanti falelemet (derék) és az abból kiágazó szárnyakat 30–50 centiméternyi mélyen a földbe süllyesztik (népi terminussal ültetik) és az előzőleg levert karókhoz vagy gerendákhoz erősítik úgy, hogy végleges magasságuk elérje a 2,5–3,5 métert. A szárnyékfalak hosszát mindig a legeltetett állatállomány határozza meg, de a derék ritkán rövidebb 20–30 méternél. Nagyobb testi erejű lábasjószág (szarvasmarha, ló) esetén a nádfal mentén mély árkot is kiképeznek vagy eleve magasabb földhányásra ültetik a szárnyékot, hogy a jószág ki ne dönthesse a nád- vagy vesszőfalat.
A szárnyék nyitott építmény, vagyis nem egy bizonyos területet zár közre. Felállításával a pásztorok célja nem az állatállomány egyben tartása, hanem a szélárnyék biztosítása. A szárnyékot úgy alakítják ki félkör, kétágú V, háromágú T, Y vagy ötágú kettős Y alakzatban, hogy a széljárás megfordulásával valamely oldala vagy szárnya továbbra is menedéket biztosítson az erős szél, esetenként a vihar elől. A tejhaszonvételre specializálódott hortobágyi juhászok gyakran a szárnyék ágai között helyezték el a dorongfából összerótt esztrengát is. Ritkán egyszerű pásztorkunyhók is állnak a szárnyék közelében.

## Elterjedés
A szárnyékszerű pásztorépítmények a legtöbb, extenzív állattartással foglalkozó kultúrában ismertek, elemi gondolat hívta életre őket. Hasonló enyhelyek ismertek a közép-ázsiai nomád népeknél, és a magyar hagyományos kultúrában is ősi teleltető építmény. A 19. századtól került ki a nyári legelőkre, de használata az Alföld nagyállattartó pusztáira (Kiskunság, Nyírség, Hajdúság, Hortobágy, Nagykunság) és közvetlen környezetükre (Jászság, Bánát, Dráva mente) korlátozódott.